# Amit Elor
Amit Elor (Walnut Creek, 1 de janeiro de 2004) é uma lutadora de estilo-livre estadunidense.

## Carreira
Elor treinou luta livre quase toda a sua vida, tendo começado aos quatro anos. Enquanto crescia, ela viajava para Israel todo verão para lutar. Ela era uma judoca habilidosa em tenra idade, representando os Estados Unidos na divisão feminina INTL Intermediate em +43kg em 2013, aos nove anos.
Em setembro de 2022, Elor se tornou a mais jovem campeã mundial da história do wrestling americano, após ganhar o título mundial no Campeonato Mundial de Wrestling de 2022 em Belgrado, Sérvia, aos 18 anos. Ela derrotou Zhamila Bakbergenova do Cazaquistão em sua luta pela medalha de ouro. Um mês depois, ela ganhou a medalha de ouro no evento de 72 kg no Campeonato Mundial de Wrestling Sub-23 de 2022, realizado em Pontevedra, Espanha. Ela também ganhou a medalha de ouro no Campeonato Mundial Sub-20 em Sofia, Bulgária.
Em 2023, ela ganhou as medalhas de ouro no Campeonato Mundial de Luta Livre Sênior (pelo segundo ano consecutivo) em Belgrado, Sérvia, no Campeonato Mundial de Luta Livre Sub-23 em Tirana, Albânia, e no Campeonato Mundial de Luta Livre Júnior Sub-20 em Amã, Jordânia. Elor também ganhou a medalha de ouro em seu evento no Campeonato Pan-Americano de Luta Livre de 2023, realizado em Buenos Aires, Argentina. Naquele ano, ela foi nomeada Lutadora Feminina do Ano pela USA Wrestling pelo segundo ano consecutivo.
Em 2024, no Torneio Pan-Americano de Qualificação Olímpica de Luta Livre realizado em Acapulco, México, Elor conquistou uma vaga para os Estados Unidos nas Olimpíadas de Verão de 2024, realizadas em Paris, França. Ela se classificou para as Olimpíadas nas eliminatórias olímpicas dos Estados Unidos de 2024, realizadas em State College, Pensilvânia.
Indo para as Olimpíadas de 2024, ela não havia perdido uma partida internacional, em nenhuma faixa etária, desde 2019. Ela havia conquistado oito títulos mundiais em três anos. E ela havia compilado um recorde de 37-0, superando seus oponentes por uma margem de 322-16. Ela ganhou a medalha de ouro para os Estados Unidos nas Olimpíadas de Verão de 2024 em Paris na luta livre feminina de 68 kg no Grand Palais Éphémère em Champ de Mars. Aos 20 anos de idade, ela foi a lutadora mais jovem a representar os Estados Unidos nas Olimpíadas.